# VestAndPage

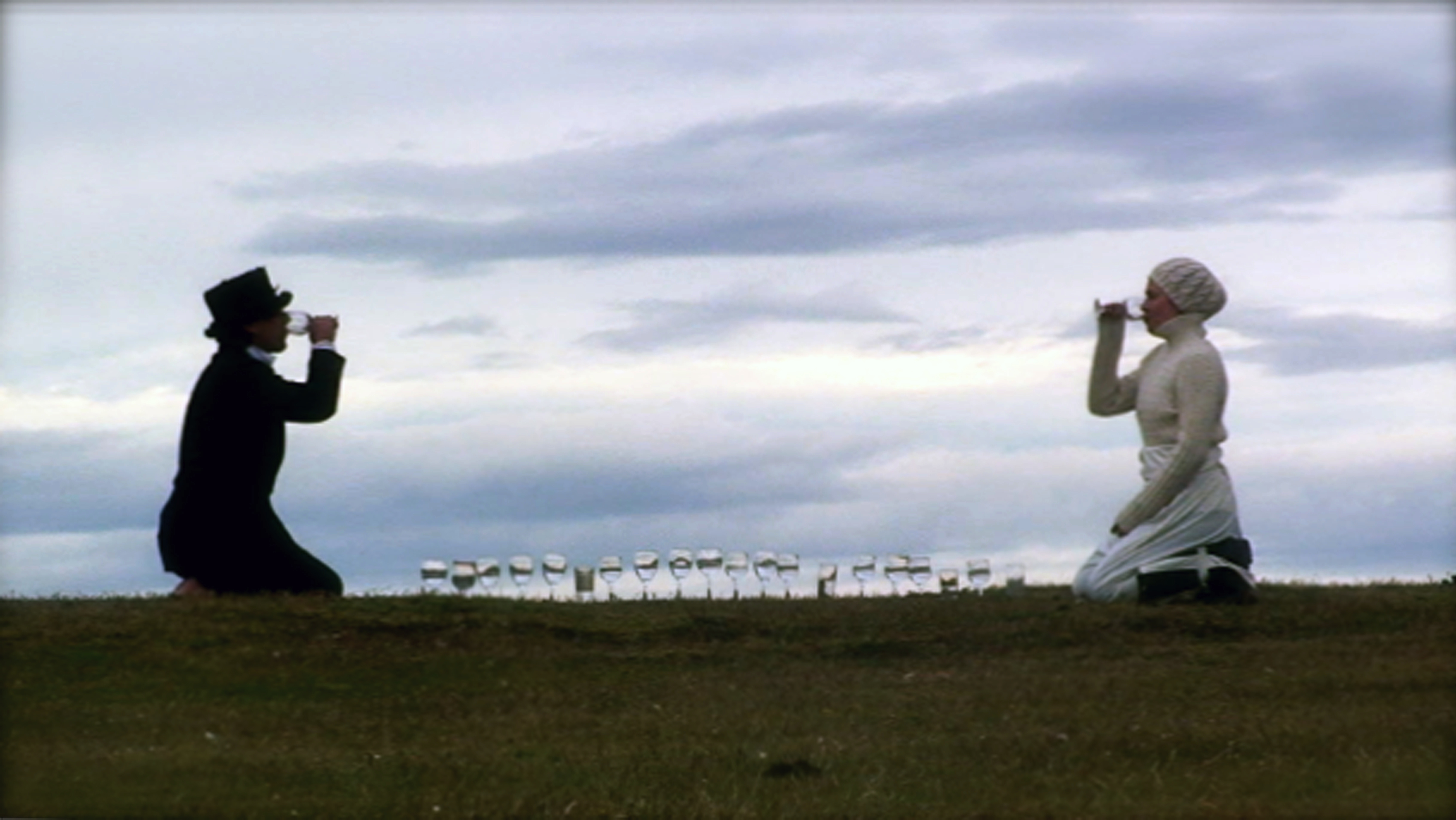
VestAndPage in sin∞fin The Movie

VestAndPage ist ein 2006 von Verena Stenke und Andrea Pagnes gegründetes Künstlerduo, das vor allem in Performancekunst und Videokunst arbeitet.

## Leben
Der Italiener Andrea Pagnes (* 24. November 1962 in Venedig) übersetzte unter anderem Crichtons Jurassic Park ins Italienische und hat als Schriftsteller, Maler, Kurator, Glasbildhauer und künstlerischer Leiter einer Murano Glasfabrik gearbeitet. Er studierte an der Universität Venedig Literaturwissenschaften und Philosophie sowie Museologie und Kunstkritiker an der UIA Venedig. In Florenz arbeitete er mit der Gruppe Isole Comprese Teatro in Sozialem Theater. Er wurde ausgezeichnet mit dem STORIE Literary Award, Rom (2010), Millennium Painting Award, Windsor&Newton (2000); Graphic International, Stockholm (1995); 2° Literaturpreis der Stadt Venedig, Venetian Athenaeum (1991); Robert Schuman Silbermedaille, Straßburg (1990) und dem National Award Poetry Selection, Italien (1990).
Die Deutsche Verena Stenke (* 18. Oktober 1981 in Bad Friedrichshall) arbeitet als Performancekünstlerin, Videokünstlerin und freie Kuratorin für Performancekunst. Sie wurde ausgezeichnet mit dem Nassauer Kulturpreis, Nassau (2011) sowie dem ArtKontakt Preis, Tirana (2007). Sie lebt in Neckarsulm.

## Arbeit und Projekte
VestAndPage erarbeiten in der „Poetik der Beziehungen“ die Themen Kommunikation, Transformation, Fragilität und Unbeständigkeit. Auf ihre Performance- und Videoarbeiten haben auch die vielschichtigen Hintergründe der beiden Künstler in Tanz, Theater, Bildender Kunst und Philosophie Einfluss. In ihren Performancearbeiten finden auch die Konzepte von Kollaboration und Gesamtkunstwerk Ausdruck.
2010 initiierte das Duo eine globale Kunstinitiative namens Fragile global performance chain journey, an welcher über 750 internationale Künstler teilnehmen, um eine Glasscheibe einmal um den Globus zu tragen und dabei Kunstwerke zu produzieren.
Das experimentelle Filmtrilogie sin∞fin The Movie, 2010–2012 in Antarktis, Patagonien, Feuerland, Kaschmir und Nordindien produziert, verbindet Performancekunst mit Film.
Im Jahr 2015 produzierte VestAndPage den performance-basierten Spielfilm Spitzwegerich (en: Plantain) in Deutschland, Polen und im russischen Kaliningrader Gebiet. Während der einmonatigen Performance-Wanderung des Künstlerduos vor Ort gefilmt, nimmt es eine private Familiengeschichte und das historische Ereignis der Vertreibungen zum Ende des Zweiten Weltkriegs zum Ausgangspunkt. VestAndPage wanderten und filmten entlang der Strecke, die Stenkes Vorfahren bei der Evakuierung Ostpreußens im Winter 1945 genommen hatten. Der Film verbindet eine Vergangenheit, die von einer anderen Generation gelebt wurde, mit einem gegenwärtigen Schuldgefühl.
Stenke und Pagnes sind Initiatoren und unabhängigen Kuratoren, unter anderem der Venice International Performance Art Week., welche seit 2012 in historischen venezianischen Palazzos als Performancekunst Ausstellungsprojekt und Bildungsprogramm stattfindet.

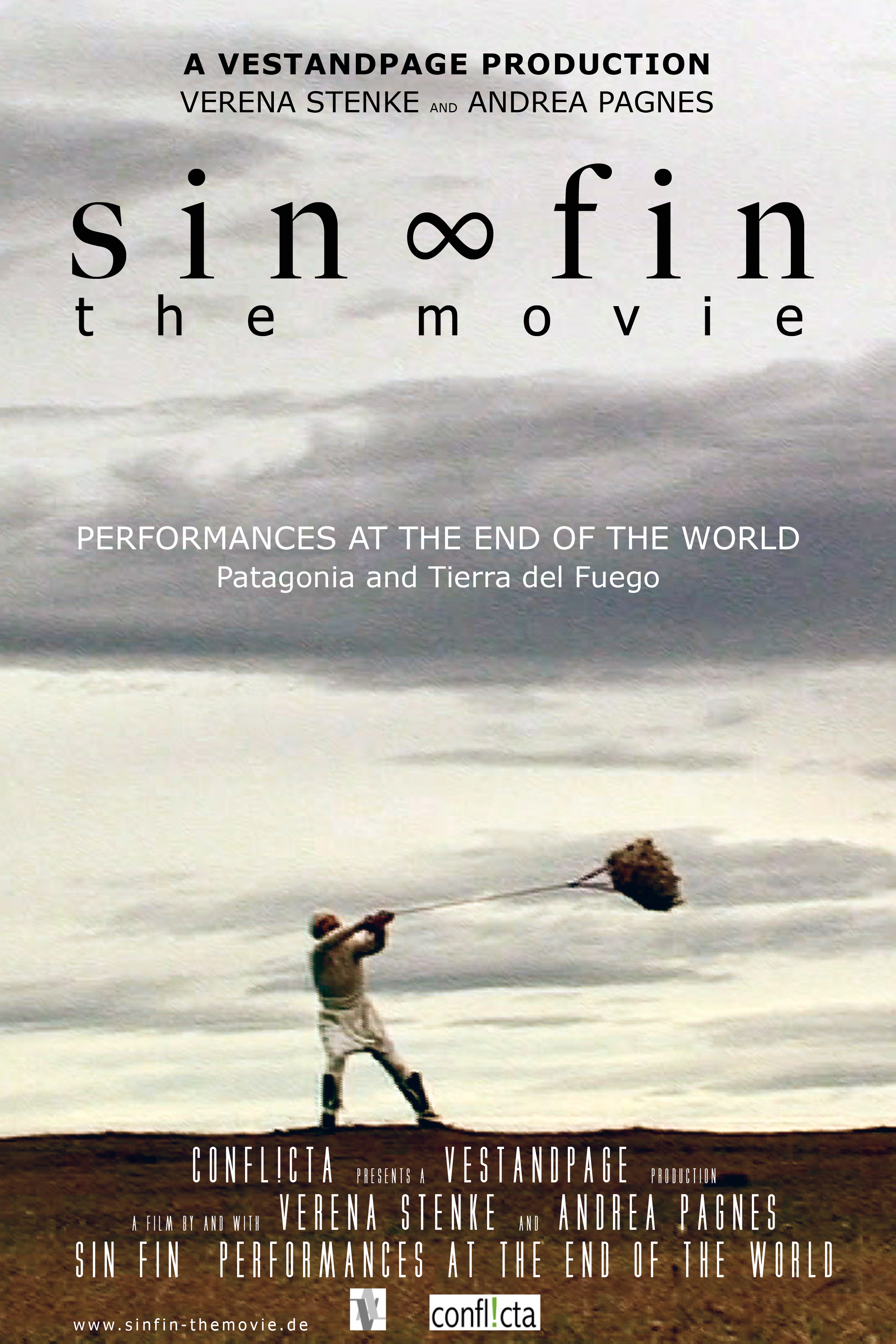
Filmposter sin∞fin - Performances at the End of the World, 2010

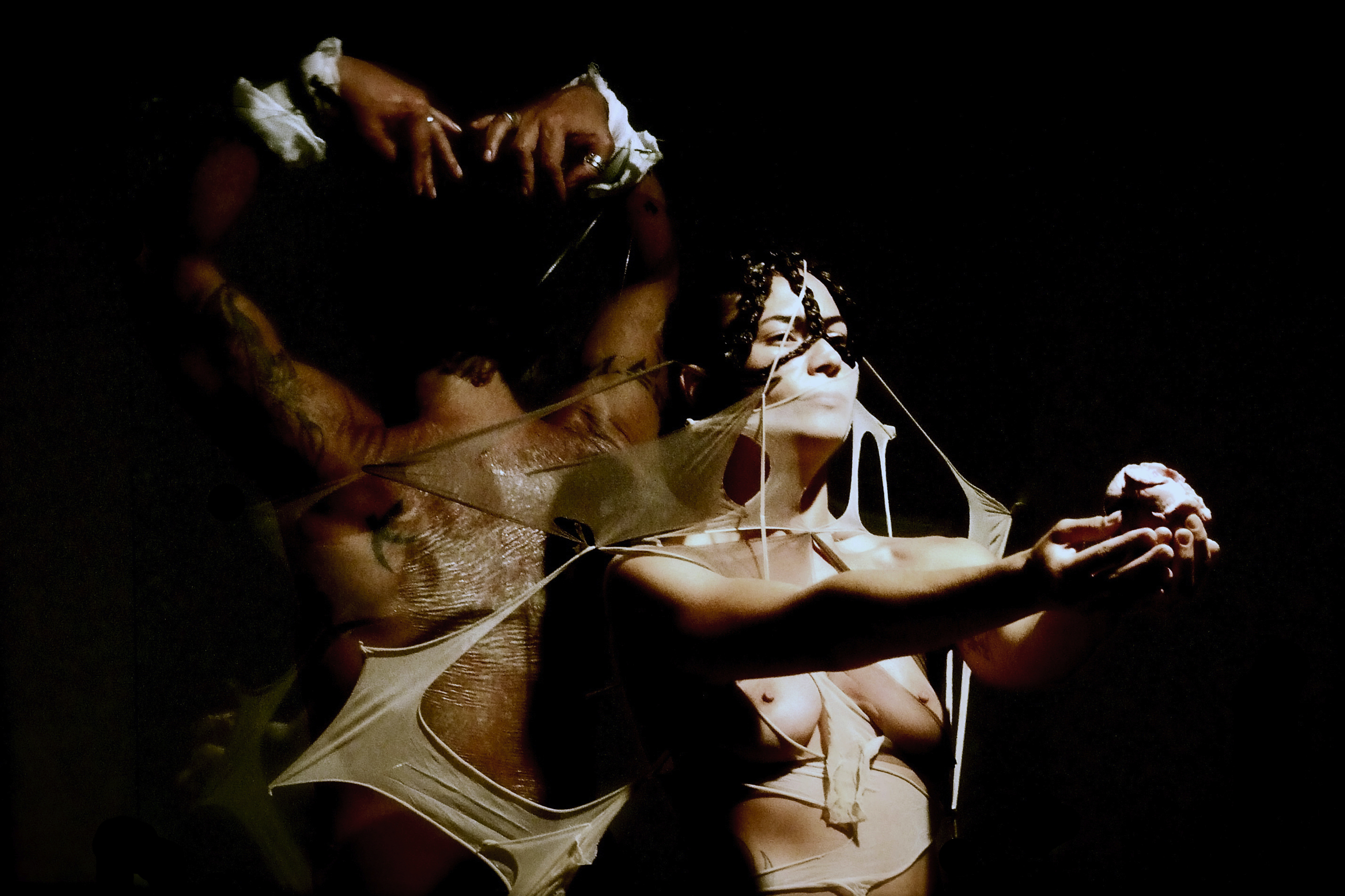
VestAndPage in Balada Corporal, Vitoria, 2011

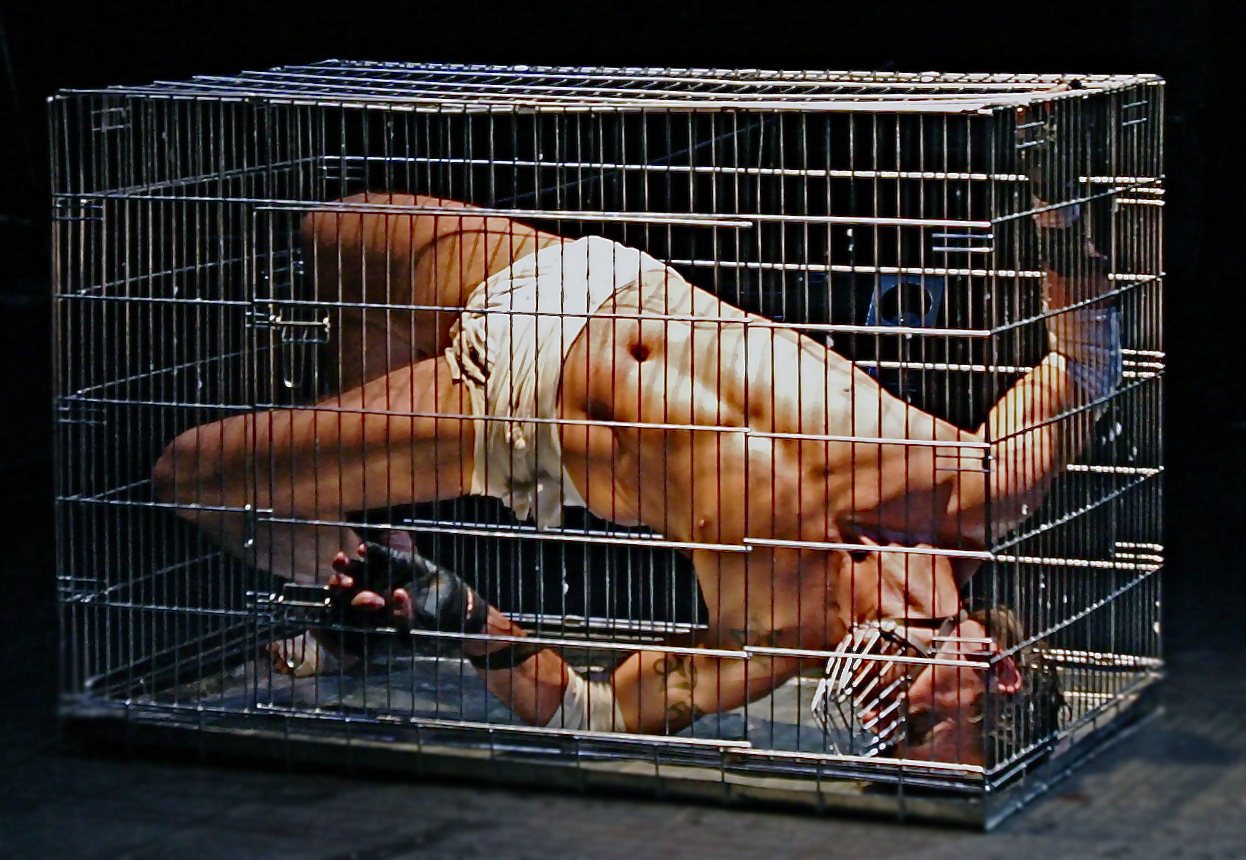
Andrea Pagnes in Bist Du Glücklich?, Berlin, 2008

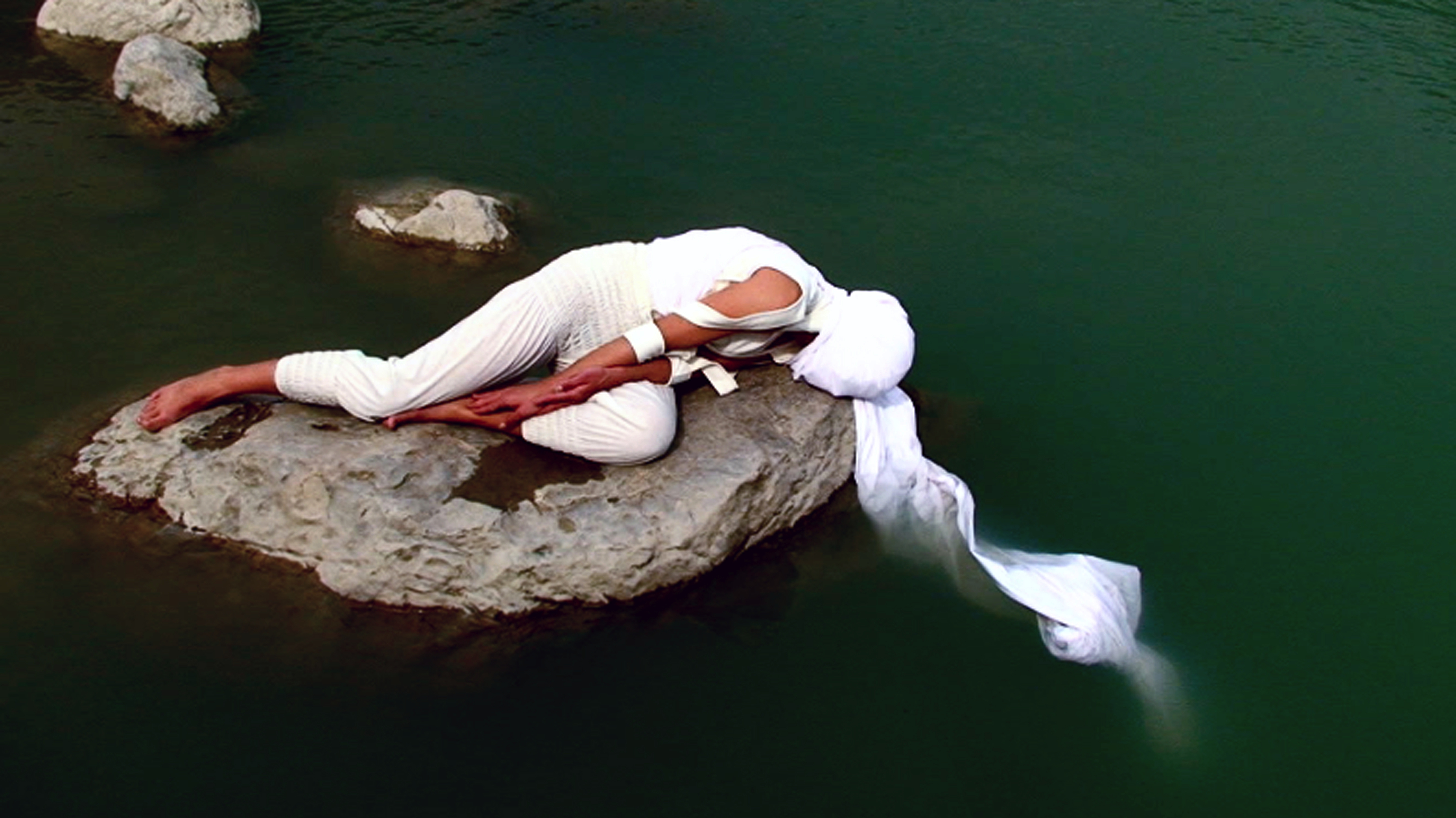
Verena Stenke in sin∞fin The Movie, 2011

## Ausstellungen

### Einzelausstellungen
- Endangered Species, Alice Chilton Gallery, New York City (2010)
- Speak That I Can See You, AdmCom, Bologna (2008)
- Speak That I Can See You, Fondaco dell’Arte, Venedig (2008)
- Topolino, LOGE Galerie, Berlin (2008)

### Gruppenausstellungen (Auswahl)
2012
- South Polar - Art in Antarctica, Dirección Nacional del Antarctico, Antarktis/Buenos Aires

2011
- Rooted in the Ephemeral Speak The Substation Theater, Singapur
- Visioni Acustiche, MACRO Testaccio, Rom
- LAPSody Conference and Festival of Live Art, Theaterakademie Helsinki
- Sarai Media Lab, Delhi
- FIVAC Festival Internacional de Videoarte, Camagüey
- Asiatopia, Bangkok, Chiang Mai und Korat
- MOZG International Festival of Contemporary Music and Visual Arts, Bydgoszcz
- FOI Future of Imagination, Goodman Arts Centre, Singapur
- Exist-ence, Brisbane Power House, Brisbane
- Blauverschiebung, Galerie KUB, Leipzig
- Contaminante - per il pensiero che sarà, Spazio Thetis, Venedig
- VESSEL Contemporary Art, George Place, Stonehouse, Plymouth
- I Am Not A Poet, Total Kunst Gallery at The Forest, Edinburgh
- Omissis Festival of Contemporary Performing Arts, Gradisca d’Isonzo
- PerAspera, Villa Mazzacorati, Bologna
- PPP, Progr Zentrum für Kulturproduktion, Bern
- Infr’Action Venice, Accademia di belle arti di Venezia, Venedig
- Markers / Mapping 2011, ArtLife Gallery, Venedig
- 4° Harta Performing Monza, Theater der Königlichen Villa von Monza, Monza
- Contaminante - per il pensiero che sarà, Archaeological Museum, Venedig
- Close Up Vallarta, Centro Cultural Cuale, Puerto Vallarta
- Open Mind - Open Gates, Sarai CSDS Centre for the Studies of Developing Societies, Delhi
- 6° Carnival of e-Creativity, Academy of Electronic Arts, Delhi
- 4° TRAMPOLIM_ Platform for Live Art, Homero Massena Gallery, Vitória
- X° Patagonia Film Festival, Cueva del Milodón, Puerto Natales

2010
- TINA B. The Prague Contemporary Art Festival, Mandarin Oriental, Prag
- Triennial of Expanded Artistic Media, SKC Student Cultural Centre, Belgrad
- MyMementoVid@DériveLab, Goldsmiths, University of London Heterotopia Provocation Exhibition, Stamford Works London
- Grace Exhibition Space, New York City
- Patagonia Performance, Imago Mundi, Punta Arenas
- Transvideoplay, Museum of Modern Art, Junín (Argentinien)
- Zonadeartenaccion, CCEBA, Buenos Aires
- Biennale Deformes, Universidad de Chile Santiago de Chile, Valparaíso, Museo de Arte Contemporaneo Valdivia
- 5° World Encounter of Body Art, Universidad Nacional Experimental de las Artes, Caracas
- Ten Illuminations, Palazzo Albrizzi, Venedig
- Infinite Spaces, Museo della Civiltà Romana, Rom
- PerAspera, Villa Mazzacorati, Bologna
- Perfomedia, Thetis Foundation, Venedig
- Transitstation, Royal Danish Academy of Fine Arts, Kopenhagen
- Exist-ence, Judith Wright Centre of Contemporary Art, Brisbane
- Habeas Corpus, Centro de Arte Contemporaneo, Córdoba
- Cammovie, Casoria Contemporary Art Museum, Casoria
- Transmuted, CANTE Centro de las Artes, San Luis Potosí
- Performancear o Morir, Norogachi, Mexiko
- Magmart Video Under The Volcano, Casoria Contemporary Art Museum, Casoria, Italien
- From the 4 Corners of the World, AFA, Peking
- EMERGENZA videoarte, Villa Farsetti, Venedig
- HEP Beijing, AFA Beijing Contemporary Art Centre, Peking
- HEP Geneva, Ivazion, Genf
- HEP Finland, Culture Centre Laaksola, Akaa, Helsinki
- ARTOUR-O - XI edition MUST MUSeo Temporaneo, Grand Hotel Minerva, Florenz
- Epipiderme, Fábrica Braço de Prata, Lissabon

2009
- Art is Art, Everything Else Is Everything Else, BITEF Theater, Belgrad
- 10° OPEN Festival, 798 Art District, Peking
- Italian ReStyle Project, Kunsthaus Tacheles, Berlin
- Galata Perform Visibility Project, Istanbul
- 5° PIPAF, Santiago City und Manila
- Past Is Not Alone, Kunstakademie, Bologna
- XIV BJCEM Biennial of Young Artists from Europe, Skopje
- Zonadeartenaccion, Escuela Carlos Morel, Quilmes
- Visions in New York City, Macy Art Gallery, New York City
- Visions in New York City, Verge Fair, Art Basel, Miami
- PerAspera, Villa Mazzacorati, Bologna
- EAU=O, San Michele a Ripa, Rom
- Past is Not Alone, Yerebatan-Zisterne, Istanbul
- MyMementoVid - Detournément, 53° Biennale di Venezia, Venedig
- HEP Denmark, Valby Kulturhus, Kopenhagen
- HEP Macau, AFA@Portuguese Bookshop Gallery, Macau
- HEP Portugal, Museu de Josè Malhoa, Caldas da Rainha
- HEP Italy, cs brancaleone, Rom

2008
- Kunstinvasion, Temporäre Kunsthalle Berlin
- ArteFattAPezzi, Frassinago 18, Arte Fiera, Bologna
- In.Sight.Out, Giardino del Guasto, Bologna
- Manifesta 7, Artmobil - Online Exhibition, SENTIRE Magazin, Italien
- Sguardi Sonori Six Seconds Around Me, CAM_Casoria Contemporary Art Museum, Casoria

2007
- Mulliqi Prize 2007, Kosovo Gallery of Contemporary Art, Priština
- Art goes Heiligendamm, G8-Gipfel in Heiligendamm 2007, Heiligendamm
- ArtKontakt, Castello Ali Pasha, Porto Palermo, Albanien
- Contemporanea, Red Box Extended Peep Show Installation, Prato

## Sammlungen
- CAM Casoria Contemporary Art Museum, Casoria
- Stiftung Starke, Berlin
- Emma Hill Fine Arts, London